# Disturbios de Jerusalén (66)
Los Disturbios de Jerusalén (66) se refieren a los disturbios masivos en el centro de la provincia romana de Judea, que se convirtieron en el catalizador de la gran revuelta judía.

## Desarrollo
De acuerdo con Josefo, la violencia del año 66 comenzó inicialmente en Cesárea, provocada por los griegos de cierta casa de comerciantes que sacrificaron aves frente a una sinagoga local. La guarnición romana no intervino y, por lo tanto, las antiguas tensiones religiosas entre los helenísticos y los judíos helenizados, por un lado, y los judíos ortodoxos, por otro lado, tuvieron una espiral ascendente de violencia. En reacción, el hijo del Sumo Sacerdote del templo judío, Eliezer ben Hanania, hizo cesar las oraciones y sacrificios por el emperador romano. Las protestas por los impuestos se sumaron a la lista de agravios y ataques aleatorios de ciudadanos romanos y percibidos «traidores» acaecidos en Jerusalén. El templo judío fue entonces ocupado por las tropas romanas a órdenes del gobernador romano Gesio Floro (Gessius Florus), quien retiró diecisiete talentos del tesoro del Templo, alegando que el dinero era para el emperador.
Josefo atribuye a Gesio Floro una buena parte de la responsabilidad en el desencadenamiento del conflicto, junto con el radicalismo zelote, mantenido y alentado a partir del rechazo al censo confeccionado en época de Publio Sulpicio Quirinio.

Josefo hace alusiones constantes a un tipo de procurador nefasto, inculpándolo gravemente en el desencadenamiento de una crisis irreversible que, en buena medida, parece buscada a propósito por él mismo. De Gesio Floro —destaca Josefo— que si el procurador Albino, su predecesor en el cargo, era un corrupto por sus frecuentes robos y extorsiones [F.J., Bell Iud., II, 272-276], Floro lo fue aún peor, pues ya no guardó disimulo alguno y todo lo hacía descarada y cruelmente43 y, lo que era aún más grave, «planeaba la guerra», buscando de forma consciente la sublevación, para tapar y desviar sus iniquidades ante su máximo superior, el emperador [F.J., Bell Iud., II, 282-283]. Buscando «encender la guerra» ordena extraer diecisiete talentos del tesoro de Templo [F.J. Bell Iud., II, 293-294] y al estallar el conflicto, siempre latente entre la población greco-siria y judía de Cesarea Marítima, —para Josefo uno de los detonantes que lleva al «comienzo de la guerra»— [F.J. Bell Iud., II, 284], no parece que el procurador haga nada para encauzar el problema, sino todo lo contrario [F.J. Bell Iud., II, 287-288]. Se comporta de un modo abusivo incitando a la población judía en la capital, Jerusalén, al frente de una cohorte de infantería y de un destacamento de caballería [F.J. Bell Iud., II, 295-296], provocando una masacre (¿3.600 muertos?) [F.J., Bell Iud., II, 307] y haciendo que la tropa romana actúe «con una crueldad hasta entonces desconocida» [F.J. Bell Iud., II, 308].
Eduardo Pitillas Salañer

En respuesta a esta acción, la ciudad cayó en los disturbios y parte de la población judía comenzó a burlarse abiertamente de Floro pasando una cesta alrededor para recoger el dinero como si Floro fuera pobre. Floro reaccionó a los disturbios mediante el envío de soldados a Jerusalén el día siguiente para allanar la ciudad y detener a varios de sus líderes, quienes más tarde fueron azotados y crucificados, a pesar de que muchos de ellos eran ciudadanos romanos.
Inmediatamente, las facciones nacionalistas de Judea indignadas tomaron las armas y la guarnición militar romana de Jerusalén fue arrasada rápidamente por los rebeldes. En septiembre de 66, los romanos en Jerusalén se rindieron y fueron linchados. Mientras tanto, los habitantes griegos de la capital de Judea, Cesarea, atacaron a sus vecinos judíos; los judíos respondieron del mismo modo, expulsando a muchos griegos de Judea, Galilea y los Altos del Golán. Temiendo lo peor, el rey pro-romano Agripa II y su hermana Berenice huyeron de Jerusalén a Galilea. Las milicias de Judea expulsaron posteriormente a los ciudadanos y funcionarios pro-romanos de Judea, limpiando el país de todos los símbolos romanos.